# Амбруаз Паре
Амбруа́з Паре́ (фр. Ambroise Paré; близько 1510, Бур-Ерсан, нині частина Лаваля, Франція — 20 грудня 1590, Париж) — французький хірург, якого вважають одним із «батьків» сучасної медицини, зокрема хірургії. Був лідером у галузі хірургічної техніки і військової медицини, особливо в лікуванні ран. Він також був анатомом і винахідником декількох хірургічних інструментів.
Паре був придворним лікарем у французьких королів у XVI ст. — Генріха ІІ, Франциска ІІ, Карла ІХ та Генріха IV. Йому належить низка інновацій щодо лікування ран, а також у винайденні та вдосконаленні хірургічних інструментів, зокрема, протезів. Запровадив затискання судин, що кровоточать, інструментами, створив учення, відповідно до якого довів, що вогнепальні рани належать до групи забійних ран, а не отруєних. Відповідно, відмовився від лікування ран, які були забруднені порохом, за допомогою заливання їх киплячою олією, що тільки погіршувало перебіг рани.

## Військово-польова медицина
Амбруаз Паре використав яєчний жовток, олію з троянд і скипидар замість киплячої олії бузини і припікання у процесі лікування ран. Він відмовився від застосування киплячої олії при лікуванні деяких пацієнтів, і використовував старий метод, який римляни виявили 1000 років до нього. Він ставив іншим пацієнтам мазь з яєчного жовтка, олії з троянд і скипидару та залишав їх на ніч. Наступного ранку він виявив, що солдати, щодо яких застосували в лікуванні киплячу олію були в агонії, а ті, що обробили маззю, оговталася через антисептичні властивості скипидару. Це підтвердило ефективність його методів. Проте вони були широко використані лише через багато років. Про це він опублікував свою першу книгу «Метод лікування ран, нанесених аркебузою та вогнепальною зброєю» в 1545 році.

## Експеримент з безоаровим каменем
У Середньовіччя існувало припущення, що безоаровий камінь може вилікувати будь-яке отруєння. Безоар — конкремент (камінь органічного походження) зі щільно зваляного волосся або волокон рослин у шлунку й кишці жуйних тварин, коней, безоарових цапів, рідше у свиней та собак, інколи в людини. Утворюється при порушенні функції системи травлення й нестачі мінеральних речовин у кормах. Присутність безоару може спричинити кишкову непрохідність, виразку у травній системі чи кишкову кровотечу.
1567 року він провів прилюдний експеримент. Кока одного з торгових суден піймали при крадіжці столового срібла і засудили до повішення. Кок погодився на отруєння, за умови, що його одразу відпустять, якщо він виживе. Камінь не вилікував моряка, і той помер за сім годин у тяжких муках, а Амбруаз Паре довів свою теорію, що безоаровий камінь не може вилікувати усі отруєння.
Паре під час ампутацій вдосконалив протези, зокрема їхню форму. Йому вдалося винайти очні протези, які він емалював золотом, сріблом, з порцеляни чи скла.